# Paralacydes eborina
Paralacydes eborina är en fjärilsart som beskrevs av Debauche 1942. Paralacydes eborina ingår i släktet Paralacydes och familjen björnspinnare. Inga underarter finns listade i Catalogue of Life.